# Peilrohrhahn
Ein Peilrohrhahn ist ein Absperrhahn, der am oberen Ende eines Peilrohrs montiert ist. Er erlaubt, das Peilrohr zu öffnen, so dass durch den Hahn hindurch gepeilt werden kann.

## Definition
Ein Peilrohrhahn schließt ein Peilrohr nach oben ab. Er erlaubt, das Peilrohr zu öffnen oder zu verschließen. Eine Regelfunktion haben sie nicht. Peilrohrhähne sind in der DIN 86120 beschrieben.

## Zweck
Ein Peilrohr dient der Peilung eines Flüssigkeitsstandes in einem Tank oder in einer anderen Umgebung wie z. B. einem Kiesbett. Zur Peilung werden Lote oder Peilstäbe im Peilrohr hinabgelassen. Der Peilrohrhahn soll das Peilrohr verschließen, solange nicht gepeilt wird. Damit soll vor allem das Eindringen von Schmutz oder Gegenständen in das Peilrohr verhindert werden. Auch für den seltenen Fall, dass die Flüssigkeit im Peilrohr über dessen oberes Ende hinaus ansteigt, kann ein Peilrohrhahn den Flüssigkeitsaustritt verhindern. Ein Drosseln oder Durchlassen von Flüssigkeiten gehört normalerweise nicht zu den Aufgaben des Peilrohrhahns, er ist in den allermeisten Fällen dauerhaft trocken. 

## Aufbau
Um Lote oder Peilstäbe im Peilrohr hinablassen zu können, muss der Peilrohrhahn einen großen Querschnitt haben und darf im geöffneten Zustand keine scharfen Kanten und Vorsprünge aufweisen, damit sich Peilstäbe und Lote nicht an der Armatur verfangen können. Optimalerweise ist der Querschnitt so groß wie der des Peilrohr selbst.
Meistens handelt es sich um einen Kükenhahn mit großem Kükendurchmesser.
Sehr häufig wird der Peilrohrhahn mit einem Gewicht an einem Hebelarm ausgeführt. Dadurch wird die Armatur selbstschließend. 

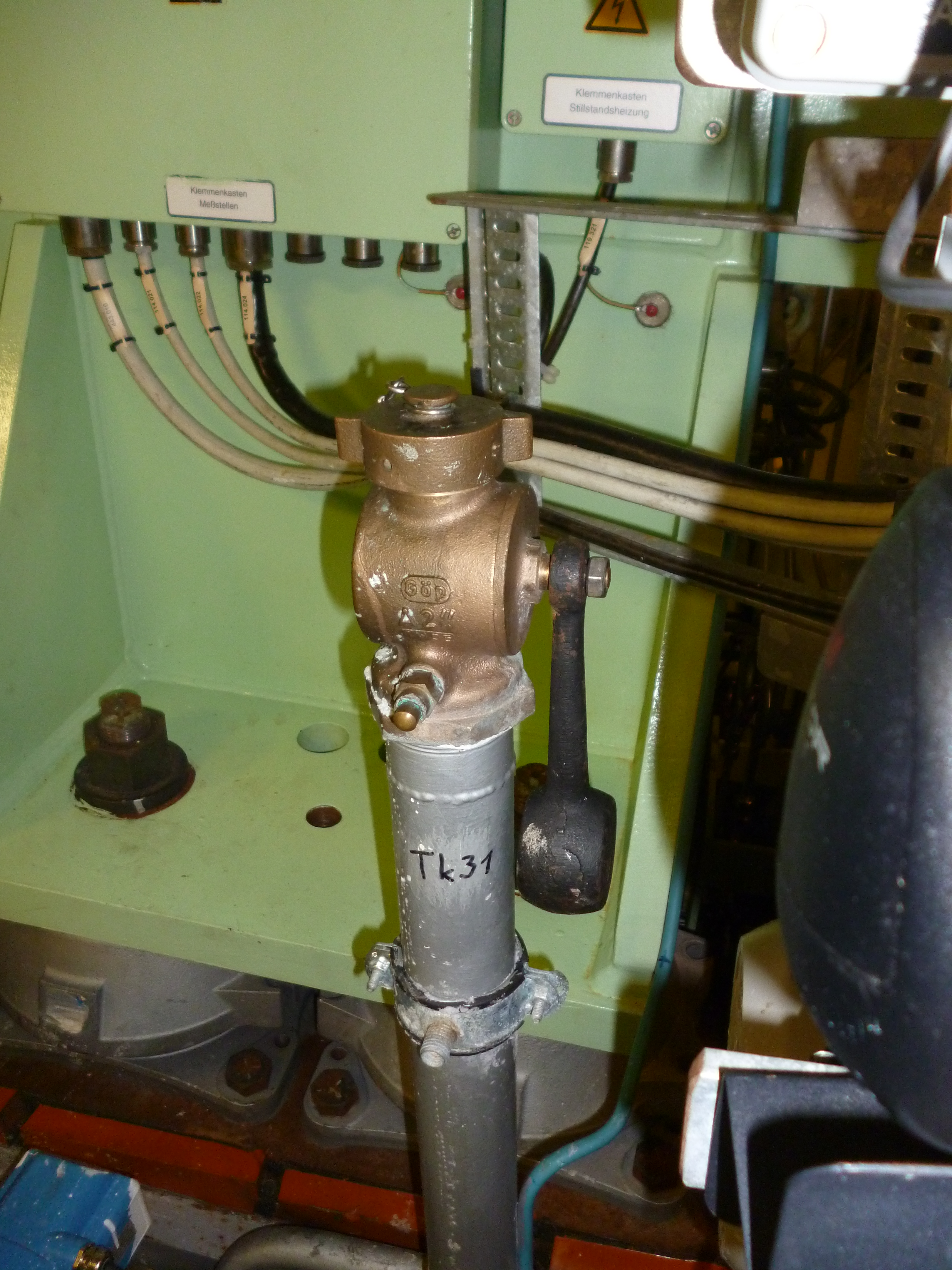
Peilrohrhahn, geschlossen, auf Peilrohr

## Einsatz
Der Peilrohrhahn wird typischerweise auf Peilrohren montiert, die sehr häufig verwendet werden. Zudem sollen diese Rohre in der übrigen Zeit sicher verschlossen sein. Am häufigsten finden sich Peilrohrhähne auf Schiffen. Sie dienen der regelmäßigen Peilung von Tanks. 
Mit Peilrohrhähnen werden in der Regel alle Peilrohre abgeschlossen, die unterhalb des Schottendecks liegen. Oberhalb des Schottendecks liegende Peilrohrenden finden sich selten, da die meisten Tanks deutlich tiefer liegen und ein nach oben verlängertes Peilrohr nur das Peilen erschweren würde.
Je nach Schiff und Tank kann eine Peilung täglich oder bei Bedarf sogar öfter stattfinden. Der Peilrohrhahn erleichtert das Öffnen des Peilrohrs und das sichere Verschließen des Peilrohrs nach dem Peilen. Sehr häufig wird der Peilrohrhahn auf Schiffen selbstschließend ausgeführt. Dadurch wird sichergestellt, dass das Schließen des Peilrohrs nicht vergessen werden kann, wenn der Peilvorgang abgeschlossen ist. 
Außerhalb des Schiffbaus finden sich Peilrohrhähne sehr selten. An Land sind andere Verschlüsse gängiger. Zum einen wird an Land seltener und meist nicht unter Zeitdruck gepeilt, zum anderen sind seltener gefährliche Flüssigkeiten wie Brenn- und Schmierstoffe im Spiel, deren Austritt um jeden Preis vermieden werden muss. 